# Cicindela abdominalis
Cicindela abdominalis är en skalbaggsart som beskrevs av Fabricius 1801. Cicindela abdominalis ingår i släktet Cicindela och familjen jordlöpare. Utöver nominatformen finns också underarten C. a. floridana.